# Авіано (авіабаза)
Авіабаза Авіано (IATA: AVB, ICAO: LIPA) — база НАТО на північному сході Італії в регіоні Фріулі-Венеція-Джулія. Розташована в муніципалітеті Авіано, біля підніжжя Карнійських Передальп, приблизно в 15 кілометрах від міста Порденоне.
На базі, адміністративний контроль над якою належить ВПС Італії, розміщене 31-е винищувальне авіакрило (31 FW) ВПС США — єдина американська винищувальна частина південніше Альп. Авіакрило складається з 510-ї (510 FS) та 555-ї (555 FS) винищувальних ескадрилей, укомплектованих багатоцільовими винищувачами F-16. Місце розташування авіабази надає авіакрилу стратегічно важливе значення для операцій НАТО в південному регіоні.

## Історія

### Перша та Друга світові війни
У 1911 році італійський уряд створив в Аеропорту Авіано школу льотної підготовки. Під час Першої світової війни з аеродрому вилітали італійські бомбардувальники Caproni на операції проти австро-угорських військ. У 1916 році два італійських льотчики, капітан Мауріціо Пальяно і лейтенант Луїджі Горі, провели несанкціоновану, але успішну повітряну атаку на австрійські військово-морські верфі в Пулі (сучасна Хорватія). З листопада 1917 по листопад 1918 року аеродром був захоплений австро-німецькою армією.
Після війни база в 1919 році була перейменована на Аеропорт Пальяно та Горі. В період між двома війнами аеродром знову використовувався як тренувальна база. Під час Другої світової війни з Аеропорту Пальяно та Горі вилітали Regia Aeronautica та Люфтваффе. Протягом війни аеропорт дев'ять разів атакували американські літаки. Після капітуляції Німеччини у 1945 році базу зайняли Королівські ВПС Великої Британії. У 1947 році аеропорт знову почали використовувати італійські ВПС.

### Прихід американців
У 1954 році Італія підписала угоду з США, що дозволила американським військово-повітряним силам використовувати декілька італійських авіабаз, в тому числі Аеропорт Пальяно та Горі. На базі у листопаді 1954-го було тимчасово розміщено 629-ту ескадрилью повітряного контролю та попередження ВПС США. У лютому 1955-го база отримала назву Аеродром Авіано та сюди було переведено 7207-му ескадрилью з німецької авіабази Гібельштадт. У 1956 році аеродром Авіано отримав нову назву Авіабаза Авіано, через рік ескадрилья 629 ACWS передала свою техніку італійським ВПС та припинила своє існування, а з Удіне на базу була переведена 7227-ма група підтримки.
У 1966 році 7227-ма група припинила існування, а в Авіано сформовано 40-ву тактичну групу. У 1990 році група була реорганізована в 40-е крило тактичної підтримки, яке 1991 року було розформовано, а на базу переведено 401-ше винищувальне авіакрило з іспанської авіабази Торрехон. У 1994 році американські ВПС перевели 603-тю повітряну ескадрилью з німецької авіабази Зембах в Авіано і приписали її до 401-го винищувального авіакрила. У тому ж році крило було розформоване, а для його заміни з авіабази "Гомстед" (Флорида) в Авіано було переведено 31-й винищувальне авіакрило (31 FW)..

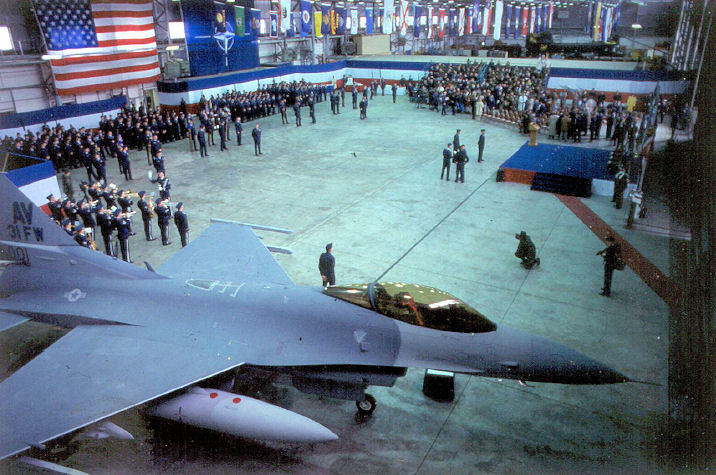
Церемонія з приводу переведення 31 FW на Авіано (1 квітня 1994)

Причиною переведення 31 FW стало те, що домашня база авіакрила у Флориді була частково зруйнована у 1992 році під час урагану Ендрю. Щоб уникнути втрати спадщини авіакрила, що мало історію найрезультативнішого авіаційного підрозділу Середземноморському театру Другої світової війни, успішний бойовий досвід у В'єтнамі та низку рекордів в перші роки ВПС, було вирішено замість розформування 31 FW перевести його на авіабазу Авіано. 31 FW отримало дві нових винищувальних ескадрильї: 510-ту та 555-ту, які мали на озброєнні багатоцільові винищувачі F-16С/D Block 40.

### Балканські операції
У травні 1994 року 31 FW було залучене до встановлення безпольотної зони над Боснією в рамках операції «Денай флайт». 2 червня 1995-го сербські сили за допомогою ЗРК збили F-16 із 555-ї ескадрильї, пілот капітана Скотта О'Грейді зміг успішно катапультуватися, але опинився в глибокому тилу противника. Для його порятунку була проведена масштабна пошуково-рятувальна операція. О'Грейді вдавалося протягом шести днів уникати полону, поки він не був евакуйований вертольотом HH-53 Корпусу морської піхоти США.
У серпні 1995 року почалася операція «Обдумана сила» і 31 FW здійснював повітряні удари по боснійським сербам, що проводили етнічні чистки серед мусульманського населення країни. Операції з підтримання миру продовжувались на Балканах до кінця 2004 року, коли відповідальність за регіон взяв на себе Європейський союз.
У 1999 році ВПС США в Європі створили в Авіано тимчасовий підрозділ 31 AEW-NOBLE ANVIL для операції «Союзна сила», що проводилась для зупинення сербського насильства в краї Косово. Приписана до з'єднаної спеціальної групи, 31 AEW вилетіла з Авіано і приєдналася до союзників по НАТО в 78-денній повітряній кампанії проти Союзної Республіки Югославії (Сербія). З 24 березня по 10 червня 1999 року 31 AEW, найбільше експедиційне крило в історії ВПС, здійснило близько 9000 бойових вильотів і накопичило майже 40 тисяч годин бойової служби у небі над Балканами в рамках операції НАТО.

### Операції в Іраку, Афганістані та Лівії

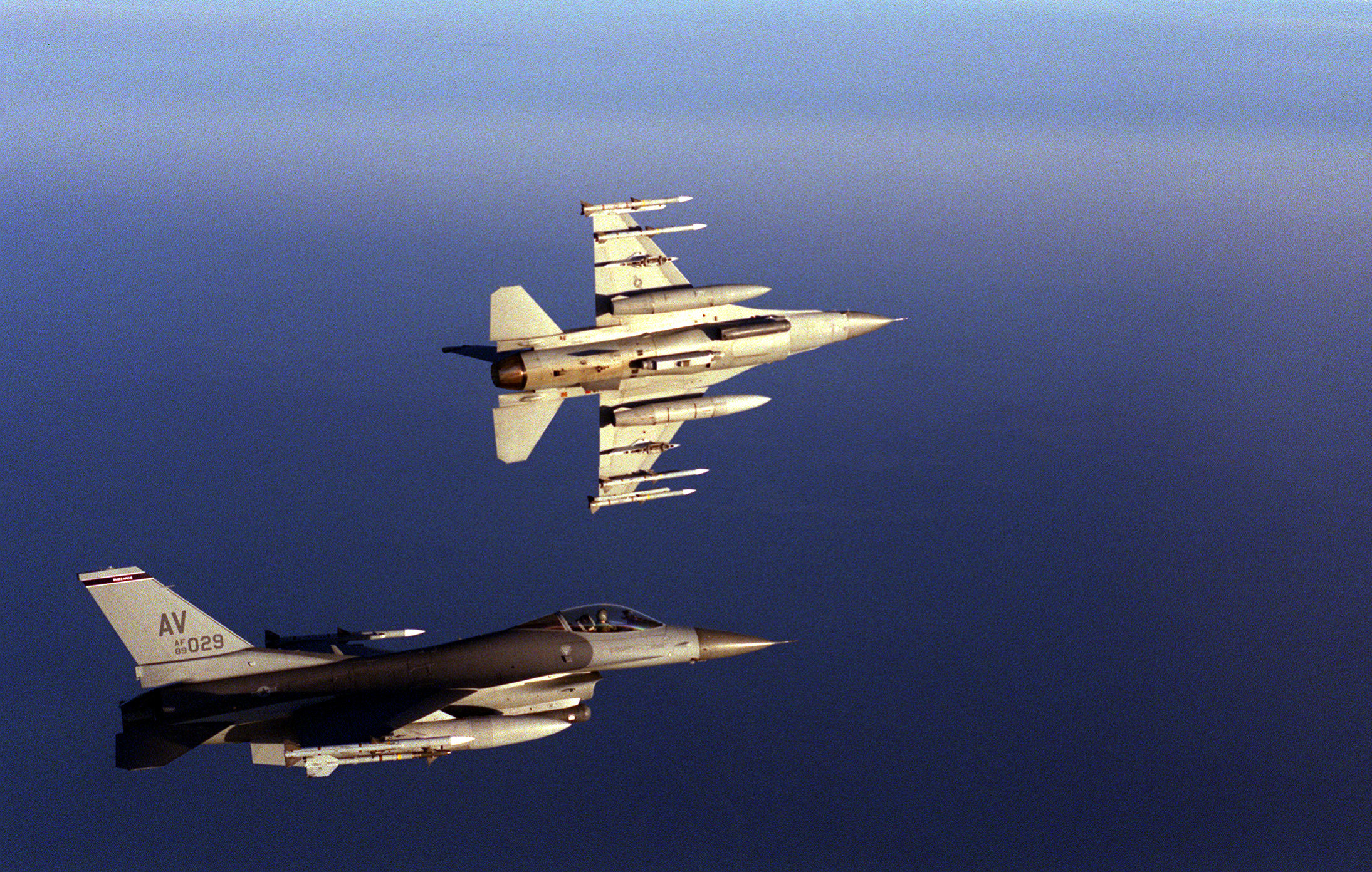
Літаки F-16 з авіабази Авіано під час місії «Союзна сила» (1999)

З березня по вересень 2000 року ескадрильї 510 FS та 555 FS послідовно дислокувались на авіабазі Ахмед Аль Джабер в Кувейті, здіснюючи підтримку під час операції «Саузерн вотч». Перебуваючи в Аль Джабері, ескадрильї здійснили понад 400 бойових вильотів. З червня по грудень 2001-го ескадрильї тричі застосовували бойові пошуково-рятувальні можливості і допомагали забезпечити дотримання режиму безпольотної зони над Іраком.
З серпня по грудень 2002 року 510-та винищувальна ескадрилья і 603-тя повітряна ескадрилья (603 ACS) повернулися до Передньої Азії. Дві ескадрильї здійснювали підтримку під час операції «Нескорена свобода» в Афганістані. 555 FS у цей час передислокувала персонал і літаки на авіабазу в Дечимоманну (Сардинія), оскільки злітно-посадкова смуга в Авіано була закрита на ремонт.
Наприкінці 2003 року авіаполк був залучений до підтримки операції «Свобода Іраку». Авіабаза Авіано служила посадковою зоною для повітряно-десантних військ, що відкривали другий фронт на півночі Іраку. За цей час 31 FW прийняв понад 2300 персоналу армії та ВПС. Операція, що була найбільшою повітряно-десантною операцією з 1989 року, складалася з 62 місій, під час яких було транспортовано 2146 пасажирів і 2 433,7 тонн вантажів.
З початку бойових дій в Іраку сили авіаполку брали участь у регулярних бойових ротаціях в регіоні. Наприкінці 2003 року 603-тя повітряна ескадрилья стала першим підрозділом авіаполку, що був дислокований в Іраку. Перебуваючи в Іраку, вона передислокувалась з міжнародного аеропорту Багдад на авіабазу Балад. У бойових умовах ескадрилья перемістила устаткування вартістю 73 мільйони доларів та понад 100 співробітників з 20 конвоями. У квітні 2004-го повстанці почали мінометний обстріл Балада, убивши льотчика Антуана Холта і поранивши двох інших членів 603 ACS. Смерть льотчика Холта стала першою бойовою втратою 31 FW з часів В'єтнамської війни. 31-й винищувальний авіаполк продовжував підтримувати операції в Іраку до 2007 року, кожного року дислокувавши для цього більше треті свого складу.
У березні 2011 року 31 FW зіграла важливу роль у відповіді ООН на кризу в Лівії, відомій як операція «Одіссея. Світанок», що забезпечувала режим безпольотної зони на виконання резолюції Ради Безпеки ООН UNSR 1973. Авіаполк розмістив чотири повітряних підрозділи і понад 1350 персоналу під час 15-денної операції, з 17 по 31 березня. Він працював цілодобово, щоб забезпечити запуск 2250 льотних операцій з авіабази Авіано.